# Léon Robert
Pour les articles homonymes, voir Robert.
Xavier Léon Robert, né à Voncq le 4 août 1813, mort à Paris le 4 juin 1887, homme politique ardennais, républicain farouchement opposé aux partis monarchistes et au parti bonapartiste, maire de Voncq, député de ce département des Ardennes pendant la deuxième République et la troisième République.

## Biographie

### Genèse
Léon Robert est issue d'une famille de notaires de tradition républicaine, à Voncq. Il est le petit-fils du maire de Voncq en 1792 (lorsque Voncq est incendié par les émigrés après la bataille de Valmy), le petit-neveu du conventionnel Michel Robert,, et le fils de Marie-François-Xavier-Joseph-Hubert Robert, député des Ardennes, opposant de la monarchie de juillet.
Il fait ses études de droit à Paris, puis revient ensuite s'installer dans son village natal. Il y devient conseiller municipal puis maire. Entretemps, il s'est marié en 1843 avec une Mlle Bacot, famille de manufacturiers protestants de Sedan (Manufacture royale de draps Le Dijonval). Son beau-père Paul Bacot avait d'ailleurs envisagé un moment de se lancer en politique mais il s'était fait battre aux élections législatives de 1842 par Laurent Cunin-Gridaine, l'homme fort du département durant la monarchie de Juillet.
Sa famille a maintenu un rôle politique sur plusieurs générations, avec une tradition républicaine. Léon Robert reprend le flambeau et combat, après son père, l'influence politique de Laurent Cunin-Gridaine. Il collabore au National.

### Député des Ardennes
Lors de la Révolution française de 1848, il fonde officiellement un comité républicain, puis est élu 8e (et dernier) représentant des Ardennes à l'Assemblée Constituante. À Paris, les commentateurs de la vie politique le définissent comme n'étant « ni orateur, ni légiste, ni financier, c'est sa spécialité ». Secrétaire de la Constituante, il vote en particulier pour le bannissement de la famille d'Orléans, contre l'abolition de la peine de mort, contre l'impôt progressif, pour l'amendement Grévy, pour l'ensemble de la Constitution.
À partir de l'élection de Louis-Napoléon Bonaparte comme président de la république en 1849, il combat l’Élysée, puis proteste contre le coup d'état du 2 décembre 1851.
De retour à Voncq, il donne sa démission de maire pour ne pas prêter serment à l'Empire. Il est inquiété et interné à son domicile quelque temps. Au moment de la guerre de 1870, il se retire en Belgique. Le village de Voncq est incendié par les hussards prussiens.
De retour en France, il se présente de nouveau aux élections législatives. Il échoue en février 1871, mais est élu en janvier 1872, en remplacement de Mortimer Ternaux, décédé. Il prend place dans l'Assemblée dans les rangs de la gauche républicaine. Il vote en particulier contre la démission d'Adolphe Thiers, et contre Albert de Broglie. Il échoue aux élections suivantes, de 1876, contre un candidat conservateur, ainsi qu'aux élections sénatoriales provoquées par le décès de Charles Cunin-Gridaine (le fils de Laurent Cunin-Gridaine, qu'il avait combattu au début de sa carrière politique).

## Sources
- Biographie des neuf cents députés à l'Assemblée nationale, sous la direction de C. M. Lesaulnier, Paris : aux bureaux de la rédaction & chez Mme Veuve Louis Janet, 19 juin 1948, p. 32–33
- « Léon Robert », dans Adolphe Robert et Gaston Cougny, Dictionnaire des parlementaires français, Edgar Bourloton, 1889-1891 [détail de l’édition]